# Corps des Volontaires françaises
El Cuerpo de Voluntarias Francesas (en francés, Le Corps des volontaires françaises) fue un servicio auxiliar militar establecido por las fuerzas de la Francia Libre en el Reino Unido durante la Segunda Guerra Mundial.

## Historia
Fue fundado el 7 de noviembre de 1940 bajo la denominación de Corps féminin des volontaires françaises (en español, Cuerpo femenino de voluntarios franceses) y se inspiró en el precedente del Servicio Territorial Auxiliar (ATS). Fue la primera unidad femenina en la historia militar de Francia. Inicialmente estuvo comandado por Simonne Mathieu y las subtenientes Gioia Burdet y Marie «Ria» Hackin. Más tarde, el cuerpo fue dirigido por Hélène Terré.
Las FC, que inicialmente contaban con sólo 26 efectivos, tenían por objeto proporcionar personal para desempeñar funciones administrativas y de secretaría que permitieran enviar personal masculino a unidades de primera línea. Inicialmente se alojaban en los barracones de Hill Street, que fueron destruidos por los bombardeos de abril de 1941.
Según sus normas, las voluntarias firmaban el mismo formulario de alistamiento que los hombres, es decir, por la duración de la guerra más tres meses. Estos alistamientos iban acompañados de la asignación de números de registroa, principalmente de la serie 70.000, que permitían elaborar una lista de voluntarias francesas con poco margen de error. Las voluntarias fueron asignadas a las distintas armas según las necesidades, tras seis semanas de formación en los centros de entrenamiento de los ATS británicos. Desempeñaban tareas diversas, como oficinistas, telefonistas, conductores de vehículos, ordenanzas, traductores, intérpretes, cocineros, camareras, enfermeras, asistentes sociales o médicas, entre otras.
Las CF cambiaron de nombre el 16 de noviembre de 1941 cuando se integraron formalmente en las Fuerzas Francesas Libres. En julio de 1943 el cuerpo contaba con 430 mujeres. Se disolvió en mayo de 1944 al comienzo de la Liberación de Francia y fue reemplazado por el Armée féminine el mes siguiente.